# ブレス (芸能事務所)
有限会社ブレス（英文社名;Breath Inc.）は、東京都渋谷区に所在する芸能プロダクション及び映画企画、製作会社。麻生久美子、河井青葉、深水元基、黒川芽以、前野朋哉、吉岡睦雄が所属。

## 概要
- 1997年設立。マネジメント・エージェント業務のほか映画の企画・製作など。マネジメントはグループ・パートナー会社として編成[1]。今村昌平監督に映画人の育成を言われ、行定勲監督作の映画「贅沢な骨」に企画協力以降、石井裕也・飯塚健・武正晴・足立紳・柿本ケンサク・兼重淳・渡辺謙作、他多数の監督に企画、製作、プロデュース、支援等を行い映画人スタッフに協力、新人監督を多数輩出している。日本アカデミー賞、 ぴあフィルムフェスティバル会員。

## 所属俳優
2025年4月14日閲覧時点。サイト掲載順。

### 女性
- 麻生久美子
- 河井青葉
- 黒川芽以
- 木下あかり
- 三輪明日美
- 秋山タアナ
- 仁科かりん
- 外薗舞
- 塗茂るな
- 長谷川七虹
- 富井寧音
- 関菜々美

### 男性
- 深水元基
- 佐野弘樹
- 佐藤貢三
- 古山憲太郎
- 八木拓海
- 土師野隆之介
- 細谷祐介
- 沖田裕樹
- 後藤奏佑人
- 小口隼也
- 夛留見啓助
- 金橋良樹
- 坂本龍亜

### チャベス
- 前野朋哉
- 吉岡睦雄
- 前田勝
- 持田加奈子
- 巻島みのり
- 稲川実代子※業務提携
- 古川一博※プロデューサー兼務
- 中村無何有
- とんとろとん
- 石井裕也※窓口業務

#### 俳優課トリコロールケーキ係
ブレス・チャベスと業務提携している劇団トリコロールケーキの劇団員。
- 鳥原弓里江
- 今田健太郎
- 南綾希子
- 香西佳耶

## 過去の所属俳優
- 石川紗彩
- 宮澤美保[2]
- 三輪ひとみ[3]（三輪明日美の姉）
- 水橋研二[4]
- 高野八誠[5]
- 松田賢二[6]
- 悠木碧[7]
- 三坂知絵子[8]
- 吉谷彩子[9]
- 松本花奈[10]
- 森岡龍
- 嶺豪一
- 芹澤興人

## 主な企画製作・企画協力映画
- 作品一覧

- 贅沢な骨／脚本・監督：行定勲 脚本：益子昌一（2001、第11回日本プロフェッショナル大賞最優秀主演女優賞・麻生久美子／第16回高崎映画祭最優秀主演女優賞・麻生久美子／キネ旬最優秀監督賞）※企画協力
- トニー滝谷／監督：市川準（2005、第57回ロカルノ国際映画祭審査員特別賞・国際批評家連盟賞・ヤング審査員賞、第20回高崎映画祭最優秀作品賞）※企画協力
- カラーズ／脚本・監督：柿本ケンサク（2005）※製作総指揮・企画製作、プロデュース
- ボーイ・ミーツ・プサン／監督：武正晴（2006、釜山国際映画祭協力）※企画製作、プロデュース
- サクゴエ／監督：本田隆一（2007ゴーン・ウイズ・ザ・フィルム映画祭最優秀外国語映画賞）※企画
- 君と歩こう／脚本・監督：石井裕也（2009東京国際映画祭「ある視点」部門）※製作総指揮・企画製作、プロデュース
- 臍帯／脚本・監督：橋本直樹（2010東京国際映画祭正式出品、上海国際映画祭審査員特別賞）※製作
- あぜ道のダンディ／脚本・監督：石井裕也（第3回TAMA映画賞最優秀主演男優賞・光石研）※企画製作、プロデュース
- ギリギリの女たち／脚本・監督：小林政広（2011東京国際映画祭「ある視点」部門）※企画、プロデュース
- ぼくたちの家族／脚本・監督：石井裕也（2014、第6回TAMA映画祭作品賞、最優秀主演男優賞・妻夫木聡／キネマ旬報ベストテン、最優秀助演男優賞・池松壮亮、第5位／第10回おおさかシネマフェスティバル、最優秀脚本賞・石井裕也、最優秀助演女優賞・原田美枝子／第27回日刊スポーツ映画大賞、最優秀助演男優賞・池松壮亮／第36回ヨコハマ映画祭、最優秀助演男優賞・池松壮亮／第38回日本アカデミー賞、新人俳優賞・池松壮亮／第57回ブルーリボン賞、最優秀助演男優賞・池松壮亮／第38回山路ふみ子賞福祉賞／第38回モントリオール世界映画祭ワールドグレイツ部門／2014釜山国際映画祭正式出品）※製作
- 百円の恋／監督：武正晴 脚本：足立紳（2014、第39回日本アカデミー賞最優秀脚本賞・足立紳、最優秀主演女優賞・安藤サクラ、優秀作品賞、優秀監督賞、優秀助演男優賞／第24回日本プロフェッショナル大賞・作品賞、監督賞・武正晴／第27回東京国際映画祭「日本映画スプラッシュ部門」作品賞／第88回キネマ旬報ベスト・テン、主演女優賞・安藤サクラ／第57回ブルーリボン賞・主演女優賞・安藤サクラ／第17回菊島隆三賞・脚本賞・足立紳／第29回高崎映画祭・主演女優賞・安藤サクラ／第34回藤本賞・奨励賞／第19回プチョン国際ファンタスティック映画祭・最優秀アジア映画賞／2016エランドール賞・プロデューサー賞、奨励賞／第37回ヨコハマ映画祭・脚本賞・足立紳）※企画協力、プロデュース
- お盆の弟／監督：大崎章 脚本：足立紳（2015、第37回ヨコハマ映画祭脚本賞・足立紳、主演男優賞・渋川清彦、助演男優賞・光石研、助演女優賞・河井青葉)※企画製作、プロデュース
- エミアビのはじまりとはじまり／脚本・監督：渡辺謙作（2016、第10回 JAPAN CUTS正式出品）※企画製作、プロデュース
- 14の夜／脚本・監督：足立紳（2016、第29回東京国際映画祭正式出品）※製作
- 二十六夜待ち／監督：越川道夫（2017、第30回東京国際映画祭正式出品）※製作
- 榎田貿易堂／脚本・監督：飯塚健（2018ドイツ・フランクフルト国際映画祭正式出品／2019、第40回ヨコハマ映画祭助演女優賞・伊藤沙莉／2018、第10回TAMA映画賞最優秀新進女優賞・伊藤沙莉）※製作総指揮・企画製作、プロデュース
- フタリノセカイ／脚本・監督：飯塚花笑 （2022、第11回ソウル国際プライド映画祭コンペティション部門「Asia Pride Section」／2023、第32回日本映画批評家大賞新人男優賞・坂東龍汰）※製作総指揮・企画製作、プロデュース
- 雑魚どもよ、大志を抱け！／脚本・監督：足立紳（2022、第35回東京国際映画祭正式出品／2023、第25回上海国際映画祭正式出品／2023スイスGINMAKU日本映画祭正式出品／2023、第15回TAMA映画賞最優秀作品賞／2024、第37回高崎映画祭最優秀監督賞）※製作、プロデュース
- 学び舎にて 友よ／脚本・監督：武井祐吏（2025、第40回高崎映画祭記念事業※企画製作、プロデュース

## グループ会社
それぞれ、ブレス代表取締役の狩野が取締役を務めている。
- 株式会社アレ